# Pleasure (蔡依林專輯)
《Pleasure》是臺灣歌手蔡依林的第15張原創錄音室專輯，由華納音樂和凌時差音樂於2025年7月25日發行。專輯以七宗罪為核心主題，深入探討慾望的多重面向，揭示慾望作為人性的本能需求，而愉悅則是慾望昇華後的回報。

## 背景
2024年10月15日，蔡依林出席在臺北舉辦的百富品牌活動，期間透露新專輯已有六首歌曲完成錄製，並表示計劃於翌年上半年發行。2024年12月11日，蔡依林出席臺北的范倫鐵諾活動時進一步表示，希望能在翌年春季推出新專輯，並預告專輯預計將收錄11首曲目。2024年12月14日，媒體報導蔡依林預計於2025年3月發行新專輯，對此其經紀人回應：「這次新專輯跟演唱會是同步發想設計的，時程還在規劃中，有確認訊息會再跟大家報告。」
2025年4月2日，蔡依林出席於上海舉辦的MAC活動時透露，近期曾前往洛杉磯拍攝新專輯封面及MV，並宣布專輯將於同年5月發行。談及專輯風格時，蔡依林表示，此次的概念與製作選擇皆相當大膽，為過去從未嘗試過的方向，「這是我會想要涉略的東西。」她補充道：「這次的妝容也滿不一樣的，會滿貼合整個專輯想呈現的角色或是在歌詞中會出現的東西。」

## 發展
自上一張專輯《Ugly Beauty》推出以來，蔡依林對自己聲音表現的可能性產生了濃厚的興趣，開始深入思考「我的聲音可以去哪裡？」在嚴重特殊傳染性肺炎疫情期間，她參加了伯克利音樂學院的線上課程，從基礎開始學習錄音技術。掌握相關技能後，她開始親自創作歌曲，並將創作熱忱化為持續前進的動力。
在創作過程中，蔡依林透過音樂創作營，和臺北及洛杉磯的音樂人合作，並利用線上遠端交流共同完成作品。雖然她不擅長傳統樂器演奏，但逐漸意識到自己的聲音本身就是一項重要的創作工具。從Demo階段的和聲編寫開始，錄音過程中即興激發的靈感成為其作品創作的核心。她深度參與專輯中每首歌曲的創作，負責大部分和聲編寫及錄製，並全程投入製作細節，包括聲音細節的調整和層次結構的安排。作為專輯的音樂總監，蔡依林投注大量時間與心力，經歷多次修改和調整，造就了這張製作期最長的專輯。

## 創作和錄製
開場曲〈Layers〉以「墜落」作為進入潛意識的起點，藉由Trip-Hop和冷調Electropop編曲，營造出迷離和沉溺的聽覺感受。蔡依林和Nick Lee、Ross Golan共同創作，透過催眠般的歌詞和合成器音色，描繪被壓抑的慾望和人性本質在意識底層浮現的歷程，象徵內在探索的開端。
〈The Divine Comedy: Purgatorio〉承接前曲主題，藉由重新演繹中世紀拉丁聖歌〈O Fortuna〉，營造如《神曲》中煉獄審判的氛圍，呈現面對慾望現形的心理狀態。命運之輪的象徵性元素，強化整體曲目的宗教寓意和內在張力。〈Seven〉聚焦於「人性七宗罪」，旋律由蔡依林和Richard Craker共同創作，歌詞由吳青峰撰寫，呈現禁忌和慾望的多層象徵。編曲以帶有暗黑電子氛圍的Dark Pop風格為基調，融合歌德式史詩氛圍和金屬質地，間奏和尾奏引用〈O Fortuna〉素材，使該曲在聲響和概念上和前曲緊密銜接。
專輯同名歌曲〈Pleasure〉探討愉悅的本質，從Rave文化中汲取聲響靈感，融合Techno和House風格，節奏在冷靜和高漲之間交替推進。由蔡依林和多位音樂人共同完成創作，展現慾望在經歷歷練後所形成的精神狀態，並以「That's my pleasure!」結尾，作為主題核心的明確聲明。〈Safari〉以本能和野性為切入點，描繪一場潛意識中的狩獵隱喻。由Ojivolta操刀，結合Disco、Electropop和Dancehall節奏，構成多層次律動感。蔡依林透過色彩和意象，描繪慾望的原始表現，強調聽從直覺的身體回應。
〈Inside Out〉處理情緒起伏和心理內耗，採用Pop Funk和City Pop元素，透過輕盈節奏和幽默筆觸，表現日常生活中的情緒轉化。歌曲由蔡依林和鶴、剃刀蔣、Anders Gukko、Sandra Wikström共同合作完成，呈現自我調節和釋放的音樂處理方式。〈Woman's Work〉將愉悅和慾望視為主導和掌控的過程，藉由R&B律動和當代Pop編曲，展現女性主導的音樂語境。由Jenna Andrews和Kirk兄弟參與創作，蔡依林以若即若離的唱腔展現節制和誘惑並存的張力，呈現愉悅規則由自身訂定的觀點。〈Pillow〉描繪情感親密關係中的依賴和柔情，曲風融合R&B、Neo-Soul和Bedroom Pop，由蔡依林和Josh Cumbee合作製作。編曲以低頻律動和朦朧合成器營造夜色氛圍，聲音層次重疊，呈現戀人間的情感交流和慾望流動。
〈DIY〉則闡述身體自主和感官主權，強調愉悅不需仰賴外部賦予。旋律由蔡依林和Richard Craker、Jackson Dimiglio-Wood共同創作，歌詞為專輯中最早完成，編曲融合Electropop和Trap風格，音色由內至外逐步推進，並以部落律動結尾，凸顯原始能量的釋放。〈Hush Little Baby〉採用搖籃曲作為形式框架，重新定義溫柔和控制之間的界線。熟悉的旋律在電子編曲下呈現壓迫感，描繪出以愛為名的精神控制和情感綁縛，將原本撫慰功能的語調轉化為具有權力意味的情境。〈我超會〉由陳綺貞作詞，以諷刺語調探討愉悅的自主和操控。音樂風格融合Trap和Electropop，節奏明快，語言運用果敢，蔡依林以戲謔演唱詮釋慾望和權力間的遊戲，強調「我超會」作為愉悅實踐的行動宣言。
〈Fish Love〉靈感來自拉比Abraham J. Twerski的理論，探討愛和佔有的邊界。歌曲以Alternative Pop風格鋪陳，由蔡依林和Riley Biederer、Mattheos Herbert Weedon等人共同創作，透過近乎自白的演唱方式，表達在情感關係中失衡的羞恥和渴望。作為專輯收尾曲的〈Bloody Mary〉，呈現一種抽離世俗框架的生活態度，拒絕以名利為衡量快樂的標準。和Choice37及YG娛樂團隊合作完成，曲風為Funk Pop融合Hip-Hop節奏，編曲明快，蔡依林在俐落旋律中傳達對自我選擇的堅定立場。該曲亦總結專輯主題：當慾望被誠實接納之後，愉悅得以真正降臨，而「唯有活得像自己，才能退出競爭」。

## 標題和主題

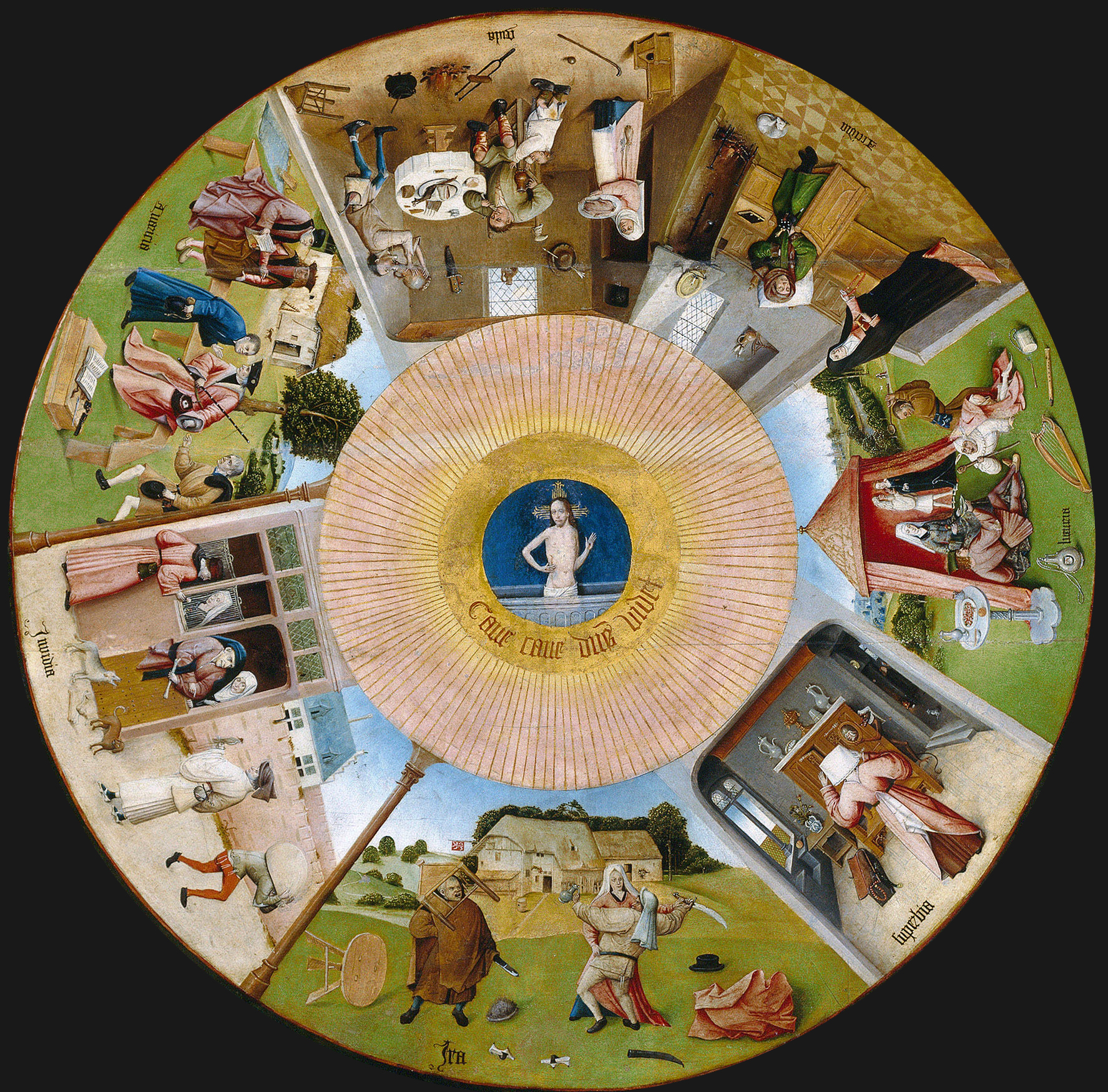
專輯的靈感來源於七宗罪

專輯以人性的七宗罪為切入點，深入探討慾望在意識和潛意識中的根源及多重面向，傳達「慾望不是原罪」的核心觀點。慾望是人類與生俱來的本能需求，而愉悅則是慾望昇華後的獎賞和回報。然而，在愉悅的背後，亦潛藏著痛苦、罪惡、焦灼和脆弱等複雜的人性狀態。
蔡依林於2022年觀看一部紀錄片後，開始關注「Pleasure」這個概念，並反思自己對愉悅本質的理解。她坦言，過去從未真正停下來思考「我喜歡什麼」，也注意到社會對「需求」的定義充滿偏見，往往否定深層慾望、貶抑淺層快感，使愉悅成為一個被避談的話題。透過這張專輯，她希望坦率面對個人慾望，同時挑戰集體潛意識中對慾望的壓抑。
她曾閱讀Alain de Botton將七宗罪置入日常語境並重新詮釋的觀點，深受啟發。例如，他將傲慢視為對存在感的渴求，將憤怒理解為痛苦未被理解的情緒反應。這些觀點不僅激發她對七宗罪的興趣，也促使她重新審視自己和這些人性狀態的連結。她認為，所謂的罪惡其實是人性脆弱的表現，當我們勇於直視並接納它們時，愉悅便能由此誕生。

## 封面和裝幀
專輯分為兩個版本：「七罪花園版」和「愉悅重生版」，以視覺呈現「罪與慾」的雙重主題，兩種版本視覺由The Squared Division創意統籌，裝幀設計由Special Offer, Inc.操刀。
「七罪花園版」靈感來自中世紀神秘咒語書，結合古老傳說及神話元素，設計七款封面，象徵七宗罪，展現人性陰暗面和禁忌之美。視覺由韓國攝影師Cho Gi-seok執導，作品中巧妙融入蘋果和玫瑰等象徵欲望的符號，營造中世紀花園般的隱秘氛圍。
「愉悅重生版」則由美國多媒體藝術家Brian Ziff拍攝，該版本在美國完成七套造型拍攝，蔡依林化身女祭司，站立於末世神話高塔之巔，運用戲劇化光影塑造神祇形象。其中一組「金屬化脊椎」造型象徵由脆弱轉化為堅韌的蛻變，整體裝幀設計則以「煉獄之門」和「神諭之書」為意象，象徵對未知的探索和內省。

## 發行和宣傳
2025年7月15日，蔡依林宣布專輯將於同月25日下午3點全球數位發行，實體專輯則將於同月16日中午12點開放預購。專輯將推出兩種版本：「愉悅重生版」和「七罪花園版」，其中「愉悅重生版」將於9月2日發行，「七罪花園版」則將於9月26日發行。此外，蔡依林亦將於同月22日於臺灣臺北市舉辦名為「Pleasure Wonderland」的專輯搶聽會，並在活動中親自分享創作歷程。同月26日，蔡依林攜手快手於中國南京市舉辦新專輯視聽會，並分享專輯創作背後的心路歷程和深刻感悟。同年8月6日，蔡依林推出Podcast節目《Pleasure Talks》，首次以Podcast形式分享專輯創作歷程。

### 單曲
首支單曲〈Pleasure〉於2025年5月28日凌晨發行後，一小時即登上KKBox綜合新歌即時榜冠軍，YouTube Music播放量在同日上午10點前亦接近10萬次。單曲在首日取得騰訊音樂由你榜的日榜第一名，隨後亦在KKBox臺灣日榜、KKBox新加坡日榜、Apple Music臺灣熱門歌曲榜、iTunes臺灣熱門歌曲榜取得第一名的成績。此外，單曲在《告示牌》臺灣歌曲榜和騰訊由你榜均獲得週榜第二名的最高成績。該單曲的MV於同年6月6日首播。MV由Christian Breslauer執導，於美國好萊塢環球影城拍攝，並包下三座攝影棚打造六個場景。MV以七宗罪為主題概念，蔡依林一人分飾六個角色，亦結合舞蹈和武打動作。MV後製階段歷時兩個月，動員多組好萊塢視覺特效團隊完成。
第二支單曲〈DIY〉於同年6月27日凌晨推出，首週取得騰訊由你榜第九名的成績。

### 現場表演
2025年6月21日，蔡依林於2025年Hito流行音樂獎頒獎典禮上擔任壓軸演出，首度演唱歌曲〈Pleasure〉。同年7月25日，江蘇衛視推出音樂類綜藝節目《打歌2025》，首期節目中蔡依林表演歌曲〈Pleasure〉。

### 巡演
2025年4月28日，《鏡週刊》報導蔡依林計劃展開全新巡迴演唱會，並預定於同年12月在臺北大巨蛋舉辦8場演出，時間橫跨耶誕節至跨年。這將是她首次登上臺北大巨蛋舞臺，並成為首位在該場館連續舉辦8場演唱會的女歌手。每場預計可容納約4萬名觀眾，總觀演人次可達32萬人。

## 商業表現
專輯在開放預購後的12小時內在QQ音樂銷量突破10萬，為最快達成「三白金唱片」認證的港台女歌手，並在首日取得QQ音樂暢銷日榜第一名。發行首日，專輯刷新港台女歌手最快在QQ音樂達成「鑽石唱片」認證的紀錄。

## 曲目
| 曲序     | 曲目                          | 词曲                                                                                        | 编曲                                                                           | 製作人                              | 备注      | 时长  |
| -------- | ----------------------------- | ------------------------------------------------------------------------------------------- | ------------------------------------------------------------------------------ | ----------------------------------- | --------- | ----- |
| 1.       | Layers                        | - 蔡依林 - Nick Lee - Ross Golan                                                            | Nick Lee                                                                       | - Nick Lee - Ross Golan             |           | 2:56  |
| 2.       | The Divine Comedy: Purgatorio |                                                                                             | - 陳星翰 - 鄭人豪 - Richard Craker - Morrison Ma - CYH - 韋恩林                | - 陳星翰 - 蔡依林                   | Interlude | 0:48  |
| 3.       | SEVEN                         | - 蔡依林 - 吳青峰 - Richard Craker                                                          | - 陳星翰 - 鄭人豪 - Richard Craker - Morrison Ma - CYH                         | - 蔡依林 - 陳星翰 - Richard Craker  |           | 2:37  |
| 4.       | Pleasure                      | - 蔡依林 - Ross Golan - Richard Craker - Valentina Ploy - 王永良                            | - 陳星翰 - 鄭人豪 - Morrison Ma - CYH - Richard Craker                         | - 蔡依林 - 陳星翰 - Richard Craker  |           | 2:48  |
| 5.       | Safari                        | - 蔡依林 - Mark Carl Stolinski Williams - Raul Ignacio Cubina - GG Ramirez - James Norton   | Ojivolta                                                                       | Ojivolta                            |           | 2:26  |
| 6.       | Inside Out                    | - 蔡依林 - Anders Gukko - Sandra Wikström - 鶴 - 剃刀蔣                                     | Ivnt                                                                           | 蔡依林                              |           | 3:23  |
| 7.       | Woman's Work                  | - 蔡依林 - Jenna Andrews - Stephen Eric Kirk - Joe Kirk                                     | Stephen Eric Kirk                                                              | - Jenna Andrews - Stephen Eric Kirk |           | 2:13  |
| 8.       | Pillow                        | - 蔡依林 - Abigail Frances Jones - 鄭人豪 - 陳星翰                                          | Josh Cumbee                                                                    | 蔡依林                              |           | 3:52  |
| 9.       | DIY                           | - 蔡依林 - Jackson Dimiglio-Wood - Richard Craker                                           | - 陳星翰 - 鄭人豪 - Morrison Ma - CYH - Richard Craker - Jackson Dimiglio-Wood | - 蔡依林 - 陳星翰 - Richard Craker  |           | 3:04  |
| 10.      | Hush Little Baby              |                                                                                             | - 呂諾 - 韋恩林                                                                | - 蔡依林 - 陳星翰                   | Interlude | 1:04  |
| 11.      | 我超會（Good Girl）           | - 蔡依林 - 陳綺貞 - Jackson Dimiglio-Wood - Richard Craker - Stephen Jones                  | - 陳星翰 - 鄭人豪 - Morrison Ma - CYH - Richard Craker - Jackson Dimiglio-Wood | - 蔡依林 - 陳星翰 - Richard Craker  |           | 2:49  |
| 12.      | Fish Love                     | - 蔡依林 - Mattheos Herbert Weedon - Theodore Geoffrey Weedon - Tom Martin - Riley Biederer | - 陳星翰 - 鄭人豪 - Morrison Ma - CYH - Tom Martin                             | - 蔡依林 - 陳星翰                   |           | 3:10  |
| 13.      | Bloody Mary                   | - 蔡依林 - Choice37 - Hae - Se.A - Sonny - Lil G - Zayvo                                    | - 陳星翰 - CYH - Morrison Ma                                                   | - 蔡依林 - 陳星翰                   |           | 2:51  |
| 总时长： | 总时长：                      | 总时长：                                                                                    | 总时长：                                                                       | 总时长：                            | 总时长：  | 34:03 |

## 幕後人員
該人員名單摘自歌手官網。
- BB Road—人聲錄音室
- 強力錄音室—人聲錄音室
- 白金錄音室—人聲錄音室
- Lights Up Studio—人聲錄音室
- Paramount Recording Studios—人聲錄音室
- Dale Becker—母帶工程師
- Becker Mastering—母帶製作室
- Kegn Venegas—母帶製作助理
- Katie Harvey—母帶製作助理
- Adam Burt—母帶製作助理

曲目 #1
- Nick Lee—製作人、配唱製作人、編曲人
- Ross Golan（英语：Ross Golan）—聯合製作人、配唱製作人
- 蔡依林—配唱製作人、和聲
- 林頡—製作助理
- Jenna Andrews（英语：Jenna Andrews）—和聲編寫
- 陳文駿—人聲錄音師
- Xavier Daniel—人聲錄音師
- Josh Gudwin—混音師

曲目 #2
- 陳星翰—製作人、編曲人
- 蔡依林—製作人
- 鄭人豪—編曲人
- Richard Craker—編曲人
- Morrison Ma—編曲人
- CYH—編曲人
- 韋恩林—編曲人
- 林頡—製作助理

曲目 #3
- 蔡依林—製作人、配唱製作人、和聲、和聲編寫
- 陳星翰—製作人、編曲人
- Richard Craker—製作人、配唱製作人、編曲人
- 鄭人豪—編曲人
- Morrison Ma—編曲人
- CYH—編曲人
- 林頡—製作助理
- 陳文駿—人聲錄音師
- Josh Gudwin—混音師

曲目 #4
- 蔡依林—製作人、配唱製作人、和聲、和聲編寫
- 陳星翰—製作人、編曲人
- Richard Craker—製作人、編曲人
- 鄭人豪—編曲人
- Morrison Ma—編曲人
- CYH—編曲人
- 林頡—製作助理
- 陳文駿—人聲錄音師
- Jon Castelli—混音師

曲目 #5
- Ojivolta（英语：Ojivolta）—製作人、編曲人
- 蔡依林—配唱製作人、和聲
- Keith Sorrells—配唱製作人
- 林頡—製作助理
- Jenna Andrews—和聲編寫
- 陳文駿—人聲錄音師
- 王永鈞—人聲錄音師
- Xavier Daniel—人聲錄音師
- Jon Castelli—混音師

曲目 #6
- 蔡依林—製作人、配唱製作人、和聲、和聲編寫
- Ivnt—編曲人
- 林頡—製作助理
- 陳文駿—人聲錄音師
- Phil Tan（英语：Phil Tan）—混音師

曲目 #7
- Jenna Andrews—製作人、配唱製作人、和聲編寫
- Stephen Eric Kirk—製作人、編曲人
- 蔡依林—配唱製作人、和聲、
- 陳文駿—人聲錄音師
- 王永鈞—人聲錄音師
- Xavier Daniel—人聲錄音師
- Josh Gudwin—混音師

曲目 #8
- 蔡依林—製作人、配唱製作人、和聲、和聲編寫
- Josh Cumbee（英语：Josh Cumbee）—編曲人、編程、鍵盤、電吉他、電貝斯、其他工程
- 林頡—製作助理
- 陳文駿—人聲錄音師
- Josh Gudwin—混音師

曲目 #9
- 蔡依林—製作人、配唱製作人、和聲、和聲編寫
- 陳星翰—製作人、編曲人
- Richard Craker—製作人、編曲人
- 鄭人豪—編曲人
- Morrison Ma—編曲人
- CYH—編曲人
- Jackson Dimiglio-Wood—編曲人
- 林頡—製作助理
- 陳文駿—人聲錄音師
- Phil Tan—混音師

曲目 #10
- 蔡依林—製作人
- 陳星翰—製作人
- 呂諾—編曲人
- 韋恩林—編曲人

曲目 #11
- 蔡依林—製作人、配唱製作人、和聲、和聲編寫
- 陳星翰—製作人、編曲人
- Richard Craker—製作人、編曲人
- 鄭人豪—編曲人
- Morrison Ma—編曲人
- CYH—編曲人
- Jackson Dimiglio-Wood—編曲人
- 林頡—製作助理
- 陳文駿—人聲錄音師
- Phil Tan—混音師

曲目 #12
- 蔡依林—製作人、配唱製作人、和聲、和聲編寫
- 陳星翰—製作人、編曲人
- Richard Craker—配唱製作人
- 鄭人豪—編曲人
- Morrison Ma—編曲人
- CYH—編曲人
- Tom Martin—編曲人
- 林頡—製作助理
- 陳文駿—人聲錄音師
- Josh Gudwin—混音師

曲目 #13
- 蔡依林—製作人、配唱製作人、和聲、和聲編寫
- 陳星翰—製作人、編曲人
- CYH—編曲人
- Morrison Ma—編曲人
- 林頡—製作助理
- 陳文駿—人聲錄音師
- Jon Castelli—混音師

## 發行歷史
| 地區 | 日期          | 版本       | 格式              | 經銷商     |
| ---- | ------------- | ---------- | ----------------- | ---------- |
| 全球 | 2025年7月25日 | 正式版     | 數位下載 串流媒體 | 凌時差音樂 |
| 臺灣 | 2025年9月2日  | 愉悅重生版 | CD                | 華納音樂   |
| 臺灣 | 2025年9月26日 | 七罪花園版 | CD                | 華納音樂   |

## 外部連結
- YouTube上的《Pleasure》影集播放列表
- YouTube上的《Pleasure》幕後花絮影集播放列表